# Comuna de Kietrz
Kietrz (polaco: Gmina Kietrz) é uma gminy (comuna) na Polónia, na voivodia de Opole e no condado de Głubczycki. A sede do condado é a cidade de Kietrz.
De acordo com os censos de 2007, a comuna tem 11 776 habitantes, com uma densidade 84,2 hab/km².

## Área
Estende-se por uma área de 139,93 km², incluindo:
- área agricola: 8845647564%
- área florestal: 2%

## Demografia
Dados de 30 de Junho 2004:
|                      | Total   | Total | Mulheres | Mulheres | Homens  | Homens |
| -------------------- | ------- | ----- | -------- | -------- | ------- | ------ |
|                      | pessoas | %     | pessoas  | %        | pessoas | %      |
| População            | 11 954  | 100   | 6128     | 51,3     | 5826    | 48,7   |
| Densidade (pop./km²) | 85,4    | 100   | 43,8     | 43,8     | 41,6    | 41,6   |

De acordo com dados de 2002, o rendimento médio per capita ascendia a 1236,81 zł.

## Comunas vizinhas
- Baborów, Branice, Głubczyce, Comuna de Pietrowice Wielkie.